# بيوتسانو
بيوتسانو (بالإيطالية: Piozzano)‏ هي بلدية في مقاطعة بياتشنزا في إقليم إميليا رومانيا الإيطالي.

## السكان
في سنة 1861 بلغ عدد السكان 2٬014 نسمة، وتطور العدد ليصل في سنة 2011 لـ 642 نسمة.
يظهر هذا المخطط البياني تطور النمو السكاني لـ بيوتسانو